# Bukovice (kraj hradecki)
Bukovice – gmina w Czechach, w powiecie Náchod, w kraju hradeckim. Według danych z dnia 1 stycznia 2013 liczyła 362 mieszkańców.